# 苗栗街
苗栗街為台灣日治時期1920年至1945年間存在之行政區，轄屬新竹州苗栗郡，亦為苗栗郡的行政中心。即今苗栗縣苗栗市。

## 行政區劃
苗栗街在臺灣日治時期行政區劃的十二廳時期原屬新竹廳苗栗一堡之苗栗街、芒埔庄、維祥庄、嘉盛庄、西山庄、社藔崗庄、田藔庄、南勢坑庄。1920年10月，上述8街庄合併為「苗栗街」，轄域內分苗栗、芒埔、維祥、嘉盛、西山、社寮岡、田寮、南勢坑等8個大字。
維祥大字下有「維祥」、「内麻」小字名，南勢坑大字下有「上南勢坑」、「下南勢坑」小字名。

## 歷任街長
| 任次 | 姓名       | 就任時間        | 卸任時間        | 備註 |
| ---- | ---------- | --------------- | --------------- | ---- |
| 1    | 石山丹吾   | 大正9年10月1日  | 大正13年7月5日  |      |
| 2    | 戶村素平   | 大正13年7月5日  | 大正15年4月8日  |      |
| 3    | 廣澤進     | 大正15年4月8日  | 昭和4年10月21日 |      |
| 4    | 宇佐美信吉 | 昭和4年10月21日 | ？年            |      |
| 5    | 藤峽新吉   |                 |                 |      |

## 交通
- 苗栗車站
- 南勢車站

## 設施

苗栗郡役所

苗栗神社

- 苗栗郡役所

- 苗栗街役場
- 苗栗郵便局
- 養蠶所苗栗出張所
- 新竹地方法院苗栗出張所
- 南苗栗警察官吏派出所
- 社寮岡警察官吏派出所
- 西山警察官吏派出所
- 苗栗水道
- 苗栗魚市場
- 苗栗消費市場
- 社寮岡消費市場
- 苗栗火葬場
- 苗栗公會堂
- 苗栗屠場
- 社寮岡屠場
- 苗栗醫院
- 苗栗水利組合
- 國際通運株式會社苗栗出張所
- 臺灣軌道株式會社苗栗出張所
- 昭和製糖株式會社苗栗製糖所（苗栗糖廠）
- 昭和材木株式會社苗栗出章張所
- 臺灣商工銀行苗栗支店
- 臺灣勸業無盡株式會社苗栗支店
- 日本石油株式會社台灣製油所、鑛業所
- 臺灣電燈株式會社苗栗營業所
- 桃園軌道株式會社苗栗出張所
- 苗栗信用購買販賣利用組合
- 苗栗寺（現慈導寺）
- 苗栗神社

### 學校
- 苗栗農業實踐女學校（今國立苗栗高級中學）
- 苗栗實修農業學校（今國立苗栗高級農工職業學校）
- 苗栗尋常高等小學校→苗栗國民學校
- 苗栗第一公學校→苗栗東國民學校（今苗栗縣苗栗市建功國民小學）
- 苗栗第二公學校→苗栗南國民學校（今苗栗縣苗栗市大同國民小學）
- 私立苗栗中學園（今苗栗縣私立建臺高級中學）

## 名勝舊跡
- 將軍山駐馬牌（位將軍山上北白川宮能久親王御遺跡地）
- 東宮御婚儀記念碑（位苗栗小學校內，1915年11年設立）
- 御大典記念碑（位苗栗小學校、苗栗第一公學校和社寮岡）